# Верхняя Тощица
Верхняя То́щица (бел. Верхняя То́шчыца) — деревня в составе Новобыховского сельсовета Быховского района Могилёвской области Беларуси.

## История
После 1-го раздела Речи Посполитой (1772 год) в составе Российской империи. В 1777 году Старая Тощица (46 крестьян) и слободка Тощица (24 крестьянина) во владениях графини Александры Огинской. В дальнейшем имение Верхняя Тощица купил Михаил-Петр Фомич Гриневич. После его смерти в 1849 году имение перешло во владение сына Томаша-Петра (Фомы) Гриневича.
16 (28) июля 1863 года, по приговору военно-полевого суда, Фома Гриневич как организатор и командир повстанческого отряда в Рогачёвском уезде был расстрелян в Рогачёве. Имение Верхняя Тощица было конфисковано в казну.
В 1880 году имение в свое владение получил статский советник Василий Федорович Грешнер. В 1880 году 58 дворов, 369 жителей. В 1882 году у помещика было 1573 десятины земли, мельница, корчма.
В 1897 году 85 дворов, 635 жителей, в Кистеневской волости Рогачевского уезда Могилевской губернии. Имелся хлебозапасный магазин.
В 1909 году сельскому обществу (95 дворов, 708 жителей) принадлежало 1176 десятин земли. Рядом находился фольварок — 2 двора, 19 жителей. Деревня относилась к приходу Ново-Быховской Успенской церкви (местечко Новый Быхов). В начале XIX века основан лесопильный завод (в 1913 году 30 рабочих, паровой двигатель мощностью 45 л. с.), открыта школа.
С февраля по ноябрь 1918 года оккупирована немецкими войсками.
Создана рабочая школа 1-й ступени имени К. Цеткин, в которой в 1926 году было 56 учеников. В ходе программы коллективизации сельского хозяйства в 1930 году жители вступали в колхоз.
Во время Второй мировой войны под немецкой оккупацией с июля 1941 года до 24 февраля 1944 года. На фронтах и в партизанской борьбе погибли 60 земляков.
С 16 июля 1954 центр сельсовета. В 1982 году 90 хозяйств, 177 жителей, в составе колхоза «Ленинский путь» (центр — деревня Красный Берег).
В конце XX века работали начальная школа, клуб, библиотека, магазин, отделение связи. Памятник землякам.
До 2013 года входила в состав Нижнетощицкого сельсовета, с 16.7.1954 по
23.12.2009 являлась его административным центром.

## Население
- 1777 год — 46 крестьян (мужского пола)
- 1880 год — 369 жителей
- 1897 год — 635 жителей
- 1909 год — 708 жителей
- 1926 год — 955 жителей
- 1982 год — 177 жителей
- 2007 год — 108 жителей
- 2009 год — 81 житель
- 2019 год — 56 жителей[8]